# 7724 Moroso
7724 Moroso este un asteroid din centura principală, descoperit pe 24 iulie 1970, de Observatorio Félix Aguilar.